# Burgstall Bachmehring
Der Burgstall Bachmehring ist eine abgegangene mittelalterliche Niederungsburg und Wasserburg auf 467 m ü. NHN in Bachmehring, einem Gemeindeteil der Gemeinde Eiselfing im Landkreis Rosenheim von Bayern. Er wird als Bodendenkmal unter der Aktennummer D-1-7939-0016 als „Wasserburgstall des Mittelalters und der frühen Neuzeit“ geführt.

## Geschichte
Bachmehring geht auf eine bajuwarische Siedlung zurück. Es muss offen bleiben, ob der Sitz in Bachmehring im Besitz der Ministerialenfamilie der Eiselfinger aus dem ein km entfernten Kircheiselfing gehörte. Von diesen wird ein Konrad von Eiselfing genannt, der den Grafen Dietrich von Wasserburg auf einen Gerichtstag in Buch begleitete und der 1160 dem Kloster Herrenchiemsee einen Besitz (lat. mancipium unum Chonradum nomine) übergab. Zudem kam ein Friedrich von Eiselfing in einem Traditionsbuch des Klosters Au vor. Schließlich wird 1201 noch ein Siboto von Eiselfing genannt, der in einer Garser Urkunde als Wasserburger Ministeriale bezeichnet wird.

## Beschreibung
Die Anlage lag im Osten von Bachmehring. Um 1830 waren noch der Wassergraben um eine Insel mit zwei Gebäuden vorhanden. Heute ist davon nichts mehr zu sehen und die Burgstelle ist modern überbaut.